# Kafr el-Sheikh (guvernement)

Guvernementets flagga

Lägeskarta

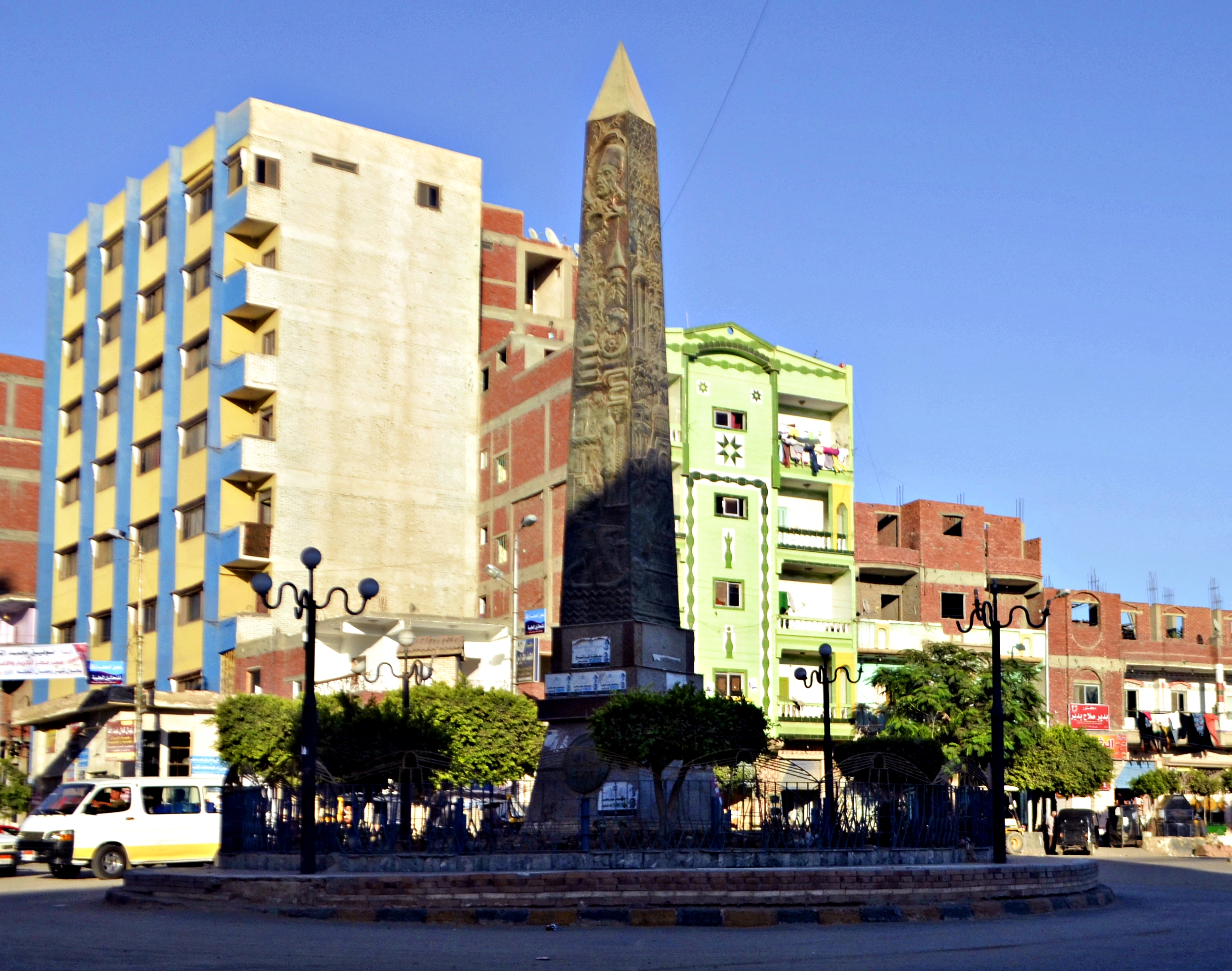
vy från Kafr ash-Shaykh

Guvernementet Kafr el-Sheikh (arabiska: محافظة كفر الشيخ, Muhafazat Kafr ash-Shaykh) är ett av Egyptens 27 muhāfazāt (guvernement). Guvernementet ligger i landets nordvästra del (Nedre Egypten) vid Medelhavet och gränsar till Libyen.

## Geografi
Guvernementet har en yta på cirka 3 467 km²med cirka 3,4 miljoner invånare. Befolkningstätheten är cirka 990 invånare/km².
Lagunen Buḥayrat al-Burullus som upptogs på Ramsarlistan (Ramsar nr 408) 1988 ligger norr om staden Kafr ash-Shaykh.

## Förvaltning
Guvernementets ISO 3166-2 kod är EG-KFS och huvudort är Kafr ash-Shaykh. Guvernementet är ytterligare underdelad i 10 markas (områden) och fyra kism (distrikt).
Andra större städer är Disūq, Ḩāmūl och Sīdī Sālim.